# Africký pohár národů 2006
Africký pohár národů 2006 bylo 25. mistrovství pořádané fotbalovou asociací CAF. Vítězem se stala Egyptská fotbalová reprezentace.

## Kvalifikace
Kvalifikace byla zároveň kvalifikací na mistrovství světa ve fotbale 2006. Pořadatelský Egypt měl účast na závěrečném turnaji jistou.

## Základní skupiny

### Skupina A
| Tým               | Z | V | R | P | VG | IG | +/- | B |
| ----------------- | - | - | - | - | -- | -- | --- | - |
| Egypt             | 3 | 2 | 1 | 0 | 6  | 1  | +5  | 7 |
| Pobřeží slonoviny | 3 | 2 | 0 | 1 | 4  | 4  | 0   | 6 |
| Maroko            | 3 | 0 | 2 | 1 | 0  | 1  | -1  | 2 |
| Libye             | 3 | 0 | 1 | 2 | 1  | 5  | -4  | 1 |

| 20. ledna 2006 19.00                  |     |       |                                                                           |
| Egypt                                 | 3:0 | Libye | Cairo International Stadium, Káhira rozhodčí: Lassina Paré (Burkina Faso) |
| Mido 18' Aboutreika 22' A. Hassan 78' |     |       | Cairo International Stadium, Káhira rozhodčí: Lassina Paré (Burkina Faso) |

| 21. ledna 2006 14.00 |     |                   |                                                                           |
| Maroko               | 0:1 | Pobřeží slonoviny | Cairo International Stadium, Káhira rozhodčí: Jérôme Damon (South Africa) |
|                      |     | Drogba 39'        | Cairo International Stadium, Káhira rozhodčí: Jérôme Damon (South Africa) |

| 24. ledna 2006 17.15 |     |                           |                                                                          |
| Libye                | 1:2 | Pobřeží slonoviny         | Cairo International Stadium, Káhira rozhodčí: Shamsul Maidin (Singapore) |
| Kames 42'            |     | Drogba 10' Yaya Touré 74' | Cairo International Stadium, Káhira rozhodčí: Shamsul Maidin (Singapore) |

| 24. ledna 2006 20.00 |     |        |                                                                    |
| Egypt                | 0:0 | Maroko | Cairo International Stadium, Káhira rozhodčí: Coffi Codjia (Benin) |
|                      |     |        | Cairo International Stadium, Káhira rozhodčí: Coffi Codjia (Benin) |

| 28. ledna 2006 19.00          |     |                   |                                                                         |
| Egypt                         | 3:1 | Pobřeží slonoviny | Cairo International Stadium, Káhira rozhodčí: Eddy Maillet (Seychelles) |
| Motaeb 8', 69' Aboutreika 61' |     | A. Koné 43'       | Cairo International Stadium, Káhira rozhodčí: Eddy Maillet (Seychelles) |

| 28. ledna 2006 19.00 |     |        |                                                                         |
| Libye                | 0:0 | Maroko | Cairo Military Academy Stadium, Káhira rozhodčí: Mourad Daami (Tunisia) |
|                      |     |        | Cairo Military Academy Stadium, Káhira rozhodčí: Mourad Daami (Tunisia) |

### Skupina B
| Tým      | Z | V | R | P | VG | IG | +/- | B |
| -------- | - | - | - | - | -- | -- | --- | - |
| Kamerun  | 3 | 3 | 0 | 0 | 7  | 1  | +6  | 9 |
| DR Kongo | 3 | 1 | 1 | 1 | 2  | 2  | 0   | 4 |
| Angola   | 3 | 1 | 1 | 1 | 4  | 5  | -1  | 4 |
| Togo     | 3 | 0 | 0 | 3 | 2  | 7  | -5  | 0 |

| 21. ledna 2006 17.15 |     |                   |                                                                            |
| Kamerun              | 3:1 | Angola            | Cairo Military Academy Stadium, Káhira rozhodčí: Mohamed Guezzaz (Morocco) |
| Eto’o 20', 39', 78'  |     | Flávio 31' (pen.) | Cairo Military Academy Stadium, Káhira rozhodčí: Mohamed Guezzaz (Morocco) |

| 21. ledna 2006 20.00 |     |                      |                                                                         |
| Togo                 | 0:2 | DR Kongo             | Cairo Military Academy Stadium, Káhira rozhodčí: Mourad Daami (Tunisia) |
|                      |     | Mputu 45' LuaLua 64' | Cairo Military Academy Stadium, Káhira rozhodčí: Mourad Daami (Tunisia) |

| 25. ledna 2006 17.15 |     |          |                                                                          |
| Angola               | 0:0 | DR Kongo | Cairo Military Academy Stadium, Káhira rozhodčí: Badara Diatta (Senegal) |
|                      |     |          | Cairo Military Academy Stadium, Káhira rozhodčí: Badara Diatta (Senegal) |

| 25. ledna 2006 20.00    |     |      |                                                                      |
| Kamerun                 | 2:0 | Togo | Cairo Military Academy Stadium, Káhira rozhodčí: Modou Sowe (Gambia) |
| Eto’o 68' Meyong Ze 85' |     |      | Cairo Military Academy Stadium, Káhira rozhodčí: Modou Sowe (Gambia) |

| 29. ledna 2006 19.00       |     |                            |                                                                                  |
| Angola                     | 3:2 | Togo                       | Cairo Military Academy Stadium, Káhira rozhodčí: Abderrahim al-Arjoune (Morocco) |
| Flávio 9', 38' Maurito 86' |     | Kader 24' Cherif Touré 67' | Cairo Military Academy Stadium, Káhira rozhodčí: Abderrahim al-Arjoune (Morocco) |

| 29. ledna 2006 19.00 |     |          |                                                                      |
| Kamerun              | 2:0 | DR Kongo | Cairo International Stadium, Káhira rozhodčí: Koman Coulibaly (Mali) |
| Geremi 31' Eto’o 33' |     |          | Cairo International Stadium, Káhira rozhodčí: Koman Coulibaly (Mali) |

### Skupina C
| Tým                   | Z | V | R | P | VG | IG | +/- | B |
| --------------------- | - | - | - | - | -- | -- | --- | - |
| Guinea                | 3 | 3 | 0 | 0 | 7  | 1  | +6  | 9 |
| Tunisko               | 3 | 2 | 0 | 1 | 6  | 4  | +2  | 6 |
| Zambie                | 3 | 1 | 0 | 2 | 3  | 6  | -3  | 3 |
| Jihoafrická republika | 3 | 0 | 0 | 3 | 0  | 5  | -5  | 0 |

| 22. ledna 2006 17.15                    |     |             |                                                                          |
| Tunisko                                 | 4:1 | Zambie      | Harras El-Hedoud Stadium, Alexandrie rozhodčí: Eddy Maillet (Seychelles) |
| dos Santos 35', 82', 90+3' Bouazizi 53' |     | Chamanga 9' | Harras El-Hedoud Stadium, Alexandrie rozhodčí: Eddy Maillet (Seychelles) |

| 22. ledna 2006 20.00  |     |                                 |                                                                          |
| Jihoafrická republika | 0:2 | Guinea                          | Harras El-Hedoud Stadium, Alexandrie rozhodčí: Mohamed Benouza (Algeria) |
|                       |     | S. Bangoura 78' O. Bangoura 88' | Harras El-Hedoud Stadium, Alexandrie rozhodčí: Mohamed Benouza (Algeria) |

| 26. ledna 2006 17.15 |     |                             |                                                                          |
| Zambie               | 1:2 | Guinea                      | Harras El-Hedoud Stadium, Alexandrie rozhodčí: Emmanuel Imiere (Nigeria) |
| Tana 33'             |     | Feindouno 73' (pen.), 90+1' | Harras El-Hedoud Stadium, Alexandrie rozhodčí: Emmanuel Imiere (Nigeria) |

| 26. ledna 2006 20.00          |     |                       |                                                                        |
| Tunisko                       | 2:0 | Jihoafrická republika | Harras El-Hedoud Stadium, Alexandrie rozhodčí: Divine Evehe (Cameroon) |
| dos Santos 32' Ben Achour 58' |     |                       | Harras El-Hedoud Stadium, Alexandrie rozhodčí: Divine Evehe (Cameroon) |

| 30. ledna 2006 19.00 |     |                                             |                                                                           |
| Tunisko              | 0:3 | Guinea                                      | Harras El-Hedoud Stadium, Alexandrie rozhodčí: Shamsul Maidin (Singapore) |
|                      |     | O. Bangoura 16' Feindouno 70' Riawara 90+1' | Harras El-Hedoud Stadium, Alexandrie rozhodčí: Shamsul Maidin (Singapore) |

| 30. ledna 2006 19.00 |     |                       |                                                                     |
| Zambie               | 1:0 | Jihoafrická republika | Alexandria Stadium, Alexandrie rozhodčí: Essam Abd El Fatah (Egypt) |
| C. Katongo 75'       |     |                       | Alexandria Stadium, Alexandrie rozhodčí: Essam Abd El Fatah (Egypt) |

### Skupina D
| Tým      | Z | V | R | P | VG | IG | +/- | B |
| -------- | - | - | - | - | -- | -- | --- | - |
| Nigérie  | 3 | 3 | 0 | 0 | 5  | 1  | +4  | 9 |
| Senegal  | 3 | 1 | 0 | 2 | 3  | 3  | 0   | 3 |
| Ghana    | 3 | 1 | 0 | 2 | 2  | 3  | -1  | 3 |
| Zimbabwe | 3 | 1 | 0 | 2 | 2  | 5  | -3  | 3 |

| 23. ledna 2006 17.15 |     |       |                                                                   |
| Nigérie              | 1:0 | Ghana | Port Said Stadium, Port Said rozhodčí: Essam Abd El Fatah (Egypt) |
| Taiwo 85'            |     |       | Port Said Stadium, Port Said rozhodčí: Essam Abd El Fatah (Egypt) |

| 23. ledna 2006 20.00 |     |                      |                                                                    |
| Zimbabwe             | 0:2 | Senegal              | Port Said Stadium, Port Said rozhodčí: Khalid Abdel Rahman (Sudan) |
|                      |     | H. Camara 59' Ba 80' | Port Said Stadium, Port Said rozhodčí: Khalid Abdel Rahman (Sudan) |

| 27. ledna 2006 17.15 |     |         |                                                                        |
| Ghana                | 1:0 | Senegal | Port Said Stadium, Port Said rozhodčí: Abderrahim al-Arjoune (Morocco) |
| Amoah 13'            |     |         | Port Said Stadium, Port Said rozhodčí: Abderrahim al-Arjoune (Morocco) |

| 27. ledna 2006 20.00    |     |          |                                                               |
| Nigérie                 | 2:0 | Zimbabwe | Port Said Stadium, Port Said rozhodčí: Koman Coulibaly (Mali) |
| Obodo 57' Obi Mikel 60' |     |          | Port Said Stadium, Port Said rozhodčí: Koman Coulibaly (Mali) |

| 31. ledna 2006 19.00 |     |               |                                                                    |
| Nigérie              | 2:1 | Senegal       | Port Said Stadium, Port Said rozhodčí: Jérôme Damon (South Africa) |
| Martins 79', 88'     |     | S. Camara 58' | Port Said Stadium, Port Said rozhodčí: Jérôme Damon (South Africa) |

| 31. ledna 2006 19.00 |     |                               |                                                           |
| Ghana                | 1:2 | Zimbabwe                      | Ismailia Stadium, Ismailia rozhodčí: René Louzaya (Congo) |
| Adamu 90+2'          |     | Ahmed 60' (vl.) Mwaruwari 68' | Ismailia Stadium, Ismailia rozhodčí: René Louzaya (Congo) |

## Play off

### Čtvrtfinále
| 3. února 2006 15.00         |     |                                    |                                                                                    |
| Guinea                      | 2:3 | Senegal                            | Harras El-Hedoud Stadium, Alexandrie diváci: 17 000 rozhodčí: Coffi Codjia (Benin) |
| Riawara 24' Feindouno 90+5' |     | Riop 61' Niang 83' H. Camara 90+3' | Harras El-Hedoud Stadium, Alexandrie diváci: 17 000 rozhodčí: Coffi Codjia (Benin) |

| 3. února 2006 19.00                                |     |                      |                                                                                  |
| Egypt                                              | 4:1 | DR Kongo             | Cairo International Stadium, Káhira diváci: 74 000 rozhodčí: Modou Sowe (Gambia) |
| A. Hassan 33', 89' (pen.) H. Hassan 39' Motaeb 57' |     | El-Saqua 45+2' (vl.) | Cairo International Stadium, Káhira diváci: 74 000 rozhodčí: Modou Sowe (Gambia) |

| 4. února 2006 15.00 |              |            |                                                                                 |
| Nigérie             | 1:1 (prodl.) | Tunisko    | Port Said Stadium, Port Said diváci: 10 000 rozhodčí: Eddy Maillet (Seychelles) |
| Obinna 6'           |              | Haggui 49' | Port Said Stadium, Port Said diváci: 10 000 rozhodčí: Eddy Maillet (Seychelles) |

|                                                        |     | Penaltový rozstřel                                                            |  |
| Yobo Taiwo Ayila Obinna Martins Obi Mikel Enyeama Kanu | 6:5 | Namouchi Guemamdia Chedli Ben Achour Clayton Boumnijel Hadj Massaoud Bouazizi |  |

| 4. února 2006 19.00 |              |                   |                                                                                          |
| Kamerun             | 1:1 (prodl.) | Pobřeží slonoviny | Cairo Military Academy Stadium, Káhira diváci: 4 000 rozhodčí: Mohamed Guezzaz (Morocco) |
| Meyong Ze 95'       |              | B. Koné 92'       | Cairo Military Academy Stadium, Káhira diváci: 4 000 rozhodčí: Mohamed Guezzaz (Morocco) |

|                                                                                  |       | Penaltový rozstřel                                                                |  |
| Eto’o Geremi Atouba Kome Meyong Ze Makoun Song Saidou Rouala Bikey Hamidou Eto’o | 11:12 | Drogba K. Touré B. Koné Faé A. Koné Kouassi Romaric Boka Zokora Zoro Tizié Drogba |  |

### Semifinále
| 7. února 2006 19.00           |     |           |                                                                                      |
| Egypt                         | 2:1 | Senegal   | Cairo International Stadium, Káhira diváci: 76 000 rozhodčí: Divine Evehe (Cameroon) |
| A. Hassan 37' (pen.) Zaki 81' |     | Niang 52' | Cairo International Stadium, Káhira diváci: 76 000 rozhodčí: Divine Evehe (Cameroon) |

| 7. února 2006 15.00 |     |                   |                                                                                           |
| Nigérie             | 0:1 | Pobřeží slonoviny | Harras El-Hedoud Stadium, Alexandrie diváci: 21 000 rozhodčí: Jérôme Damon (South Africa) |
|                     |     | Drogba 47'        | Harras El-Hedoud Stadium, Alexandrie diváci: 21 000 rozhodčí: Jérôme Damon (South Africa) |

### O 3. místo
| 9. února 2006 18.00 |     |           |                                                                                        |
| Senegal             | 0:1 | Nigérie   | Cairo Military Academy Stadium, Káhira diváci: 11 354 rozhodčí: Koman Coulibaly (Mali) |
|                     |     | Pawal 79' | Cairo Military Academy Stadium, Káhira diváci: 11 354 rozhodčí: Koman Coulibaly (Mali) |

### Finále
| 10. února 2006 18.00 |              |                   |                                                                                     |
| Egypt                | 0:0 (prodl.) | Pobřeží slonoviny | Cairo International Stadium, Káhira diváci: 80 000 rozhodčí: Mourad Daami (Tunisia) |
|                      |              |                   | Cairo International Stadium, Káhira diváci: 80 000 rozhodčí: Mourad Daami (Tunisia) |

|                                                      |     | Penaltový rozstřel            |  |
| A. Hassan AbdelWahab Abdel Halim Ali Zaky Aboutreika | 4:2 | Drogba K. Touré B. Koné Eboué |  |